# Yassine El Had
Yassine El Had est un footballeur marocain né le 5 mars 1984 à Casablanca. Il évolue au poste de gardien de but.

## Biographie
Né à Casablanca il intègre le centre de formation du Raja Club Athletic et trouve une place dans l'équipe junior du club après 2 ans il rejoint l'équipe 1re et fait ses débuts en 2009 lors d'un match de Championnat alors qu'il est remplaçant le gardien titulaire se blesse et il entre en jeu auteur d'un excellent match il trouve sa place en tant que titulaire malgré la guérison du gardien titulaire Tarik El Jarmouni.

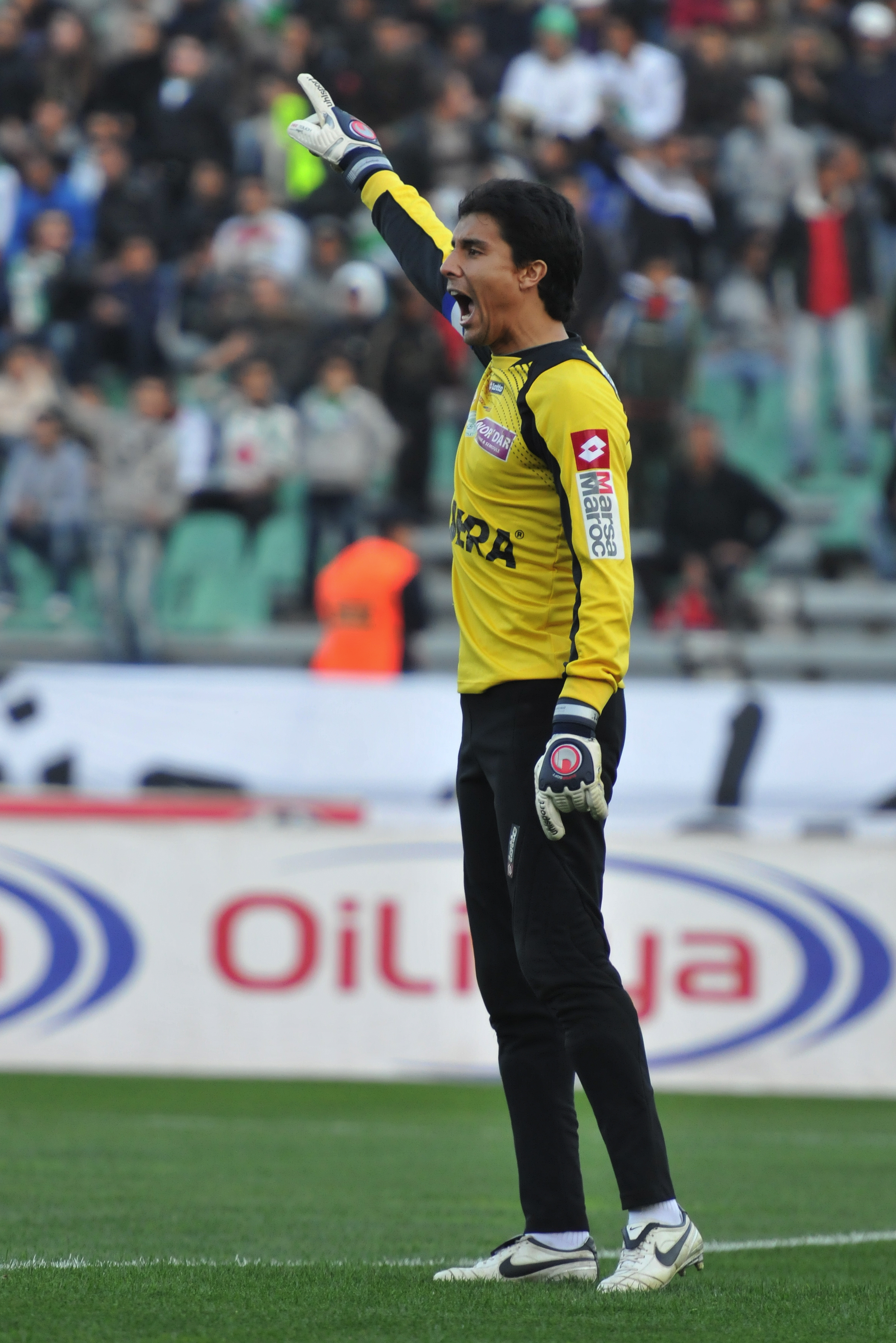

### Carrière
- 2007-2014 :  Raja Casablanca[1]
- 2014-2017 :  CR Al Hoceima
- 2017-2019 :  FAR Rabat
- 2019- :  SCC Mohammédia

## Palmarès
Raja Club Athletic
- Championnat du Maroc (3):
  - Champion en 2009, 2011 et 2013
  - Vice-Champion en 2014
- Coupe du Trône (2):
  - Vainqueur en 2005 et 2012
  - Finaliste en 2013
- Coupe arabe des clubs champions (1): 
  - Vainqueur en 2006
- Coupe du monde des clubs: 
  - Finaliste en 2013